# Nec mortale sonans

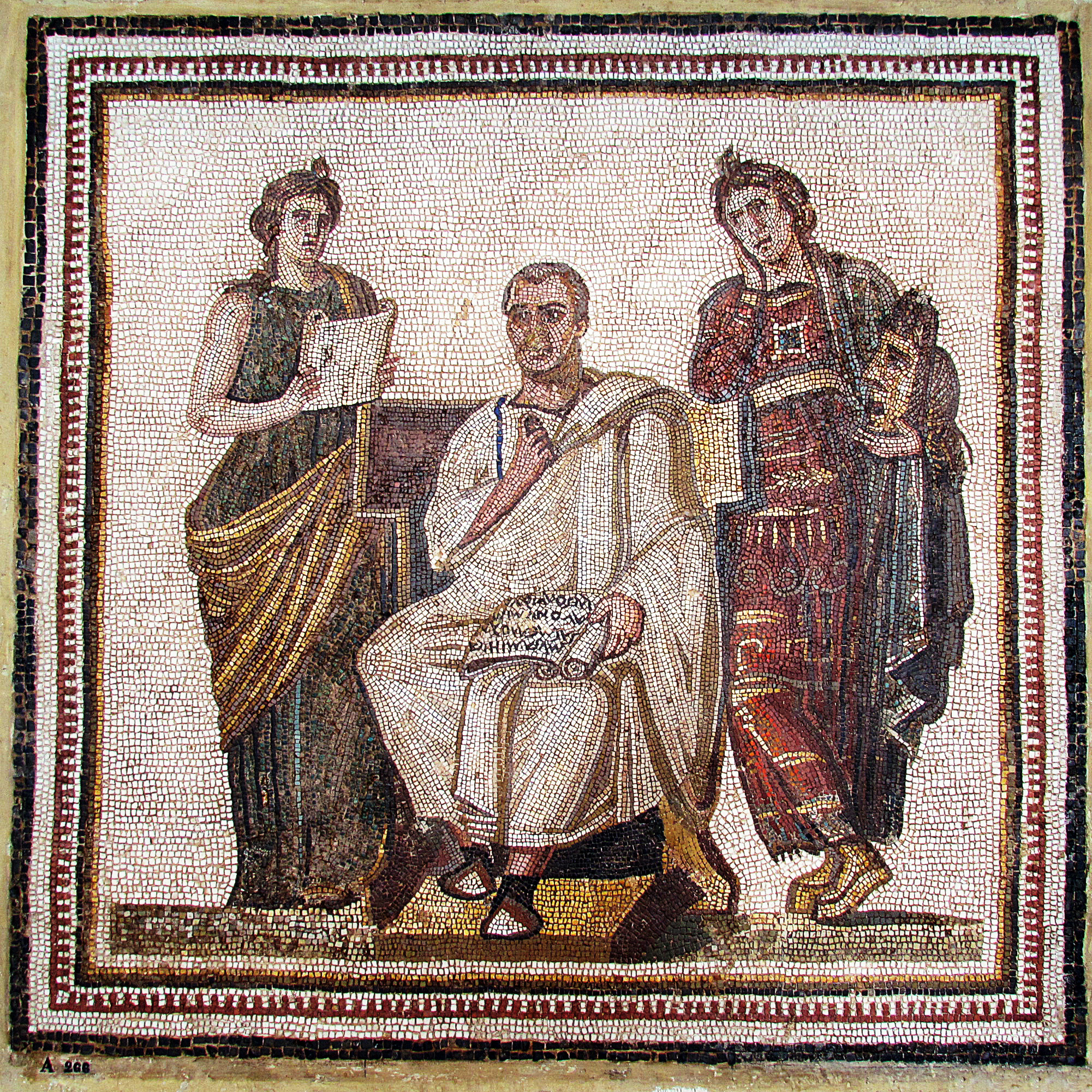
Virgilio con lEneide tra Clio e Melpomene (Museo nazionale del Bardo, Tunisi)

La locuzione latina Nec mortale sonans, tradotta letteralmente, significa [Voce che] non ha l'accento di quella dei mortali. (Virgilio, Eneide, VI, 50).
Il Poeta si riferisce ai responsi della Sibilla, invasata dallo spirito profetico.
La frase si usa per elogiare grandi oratori o poeti che con alate parole hanno elettrizzato gli uditori.